# Tolómérce

1. Külső mérőpofa: külső méretek mérésére használatos
2. Belső pofa: belső méretek mérésére használatos
3. Mélységmérő: mélység mérésére használatos
4. Fő beosztás (mm)
5. Fő beosztás (hüvelyk)
6. Nóniusz (mm)
7. Nóniusz (hüvelyk)
8. Rögzítő: a mozgó rész rögzítésére szolgál a pontos leolvasás megkönnyítése céljából

A tolómérce vagy tolómérő (szakmai szlengben, régiesen: subler) elsősorban a gépiparban használt hosszmérő műszer. A tolómércével külső és belső méreteket és mélységet lehet mérni. A leggyakrabban használt tolómérce 0–150 mm hossz mérésére alkalmas. Az egyszerűbb tolómércék nóniusz-skálával készülnek a leolvasás pontosságának növelése céljából. Attól függően, hogy a nóniusz-skála milyen hosszú, a leolvasási pontosság változik:
- 0,1 mm pontosság - 9 mm skálahossz
- 0,05 mm pontosság - 19 mm skálahossz
- 0,02 mm pontosság - 49 mm skálahossz.

Pontosabb az órás tolómérce, melynél a mozgó pofa elmozdulását egy fogaskerekes áttételen keresztül forgatott mutató felnagyítja, a mért értéket íves skálán lehet leolvasni.
A legújabb tolómércék digitális folyadékkristályos kijelzővel készülnek. Ezek nagyobb pontosságot[forrás?], könnyebb leolvashatóságot biztosítanak. Alkalmasak relatív mérésre ill. sorozat mérésnél minőségi megfeleltség megállapítására.

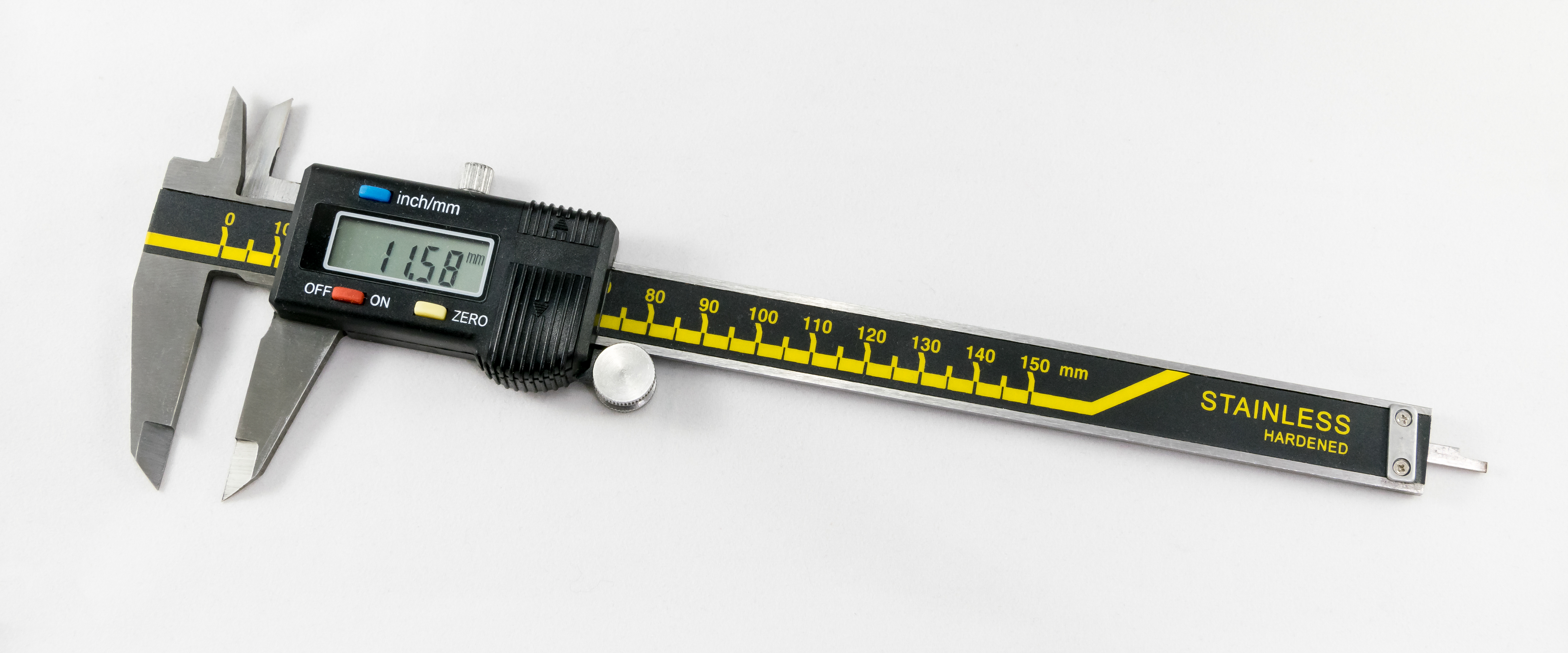
Digitális folyadékkristályos kijelzővel szerelt készülék

Nagyobb mérési pontosságot mikrométerrel lehet elérni.

## A tolómérce használata
A tolómércével való mérés úgy történik, hogy a rögzítő kilazításával a pofákat a mérendő testhez szorítjuk mérsékelt erővel, rögzítjük a pofát, majd a mérendő darabtól elvéve a tolómérőt, leolvassuk a mért eredményt. Nagyobb pontosság eléréséhez célszerű a mérést megismételni.
A tolómérce (subler) leolvasása: ahol a 0-s vonal, az az alap, utána annyi századmilliméter, ahol (először, de egyedül) a mozgó skála pontosan találkozik a fix skálával.
A tolómérce használatához gyakorlatra van szükség. Hengeres darab külső átmérőjének mérésekor ügyelni kell arra, hogy a mérőpofák valóban a henger átmérőjét mérjék és nem egy ellipszis metszet nagyátmérőjét. Nem szabályos testek méreteinek mérése szintén gyakorlatot igényel. A mérés pontosságát befolyásolja a mérő személy gyakorlottsága, a hőmérséklet, a tolómérce műszaki állapota, az alkalmazott mérőnyomás nagysága.

## Külső hivatkozások
- Hegesztés tananyaga
- Nóniusz-skálás tolómérce
- Molnár István: Gépészeti mérések. Tantárgyi segédlet[halott link]
- Flash szimulációk magyarul: tolómérce- és nóniuszhasználat. Archiválva 2012. augusztus 4-i dátummal a Wayback Machine-ben Szerző: Eduardo Stefanelli